# The Pilgrim's Progress
The Pilgrim's Progress from This World, to That Which Is to Come là một phúng dụ Kitô giáo được John Bunyan sáng tác năm 1678. Nó được coi là một trong những tác phẩm quan trọng nhất của tôn giáo văn học Anh, tác phẩm đã được dịch sang hơn 200 ngôn ngữ và chưa bao giờ được ngừng in. Tác phẩm này đã được trích dẫn là Tiểu thuyết số một viết bằng tiếng Anh.
Bunyan bắt đầu công việc của mình trong khi ở nhà tù quận Bedfordshire vì vi phạm Đạo luật Conventicle, trong đó cấm việc giữ các dịch vụ tôn giáo ngoài sự bảo trợ của Nhà thờ được thiết lập của nước Anh. Các học giả Bunyan đầu tiên như John Brown tin rằng Tiến bộ của người hành hương bắt đầu ở Bunyan thứ hai, án tù ngắn hơn trong sáu tháng vào năm 1675, nhưng các học giả gần đây hơn như Roger Sharrock tin rằng nó đã được bắt đầu trong lần bắt đầu ban đầu của Bunyan, dài hơn từ năm 1660 Đến năm 1672 ngay sau khi ông đã viết cuốn tự truyện tâm linh của mình, Grace Abounding đến người trưởng nhóm tội nhân.Grace Abounding to the Chief of Sinners.
Văn bản tiếng Anh gồm 108.260 từ và được chia thành hai phần, mỗi bài đọc là một câu chuyện liên tục không có sự phân chia của chương. Phần thứ nhất được hoàn thành vào năm 1677 và được đăng ký vào Danh bạ Stationers 'vào ngày 22 tháng 12 năm 1677. Nó được cấp giấy phép và được đưa vào Stationers' Register vào ngày 18 tháng 2 năm 1678, được coi là ngày công bố lần đầu tiên. Sau khi ấn bản đầu tiên của phần đầu tiên vào năm 1678, một ấn bản mở rộng, với các bổ sung được viết sau khi Bunyan được giải phóng, xuất hiện năm 1679. Phần thứ hai xuất hiện năm 1684. Có mười một phiên bản của phần đầu tiên trong đời John Bunyan, được xuất bản liên tiếp Năm 1678 đến 1685 và năm 1688, và đã có hai phiên bản của phần thứ hai, xuất bản năm 1684 và 1686.
Cuốn sách là câu chuyện kể về chuyến du hành xuyên suốt cuộc đời của người đàn ông tên Christian. Câu chuyện mang ý nghĩa tôn giáo sâu sắc với nhiều chi tiết phúng dụ. Christian phải đối đầu với rất nhiều khó khăn, nguy hiểm và cám dỗ, đã gặp gỡ rất nhiều người, đi rất nhiều nơi để đến được Jerusalem, thành phố thiên đường, nơi gần với đức Chúa. Và cuốn sách đã được mọi người đón nhận nồng nhiệt ở thời điểm đó. Tuy nhiên điều thú vị là, nhà văn Bunyan đã sáng tác rất nhiều cuốn sách khi ở trong tù, ông đã dành cả 12 năm bị giam cầm để cho ra đời các tác phẩm văn chương liên quan đến Thanh giáo và điều này không hề bị coi là phạm pháp. Cuốn sách này đã trở nên vô cùng nổi tiếng và được dịch ra hơn 200 ngôn ngữ, nhiều hơn bất cứ cuốn sách nào khác ngoại trừ Kinh thánh, và nó trở thành cuốn sách được đọc nhiều nhất ở Anh.